# Dejan Ilić
Dejan Ilić, cyr. Дејан Илић (ur. 24 marca 1976 w Leskovacu) – były serbski piłkarz, a obecnie trener przygotowania fizycznego pracujący w Valencii. Karierę zakończył w 2008 roku. Jego ostatnim klubem był AEK Larnaka.
Jako fizjoterapeuta pracował w Partizanie Belgrad i Spartaku Trnawa. Od 2013 roku kiedy to trenerem Valencii został jego rodak Miroslav Đukić Dejan został trenerem przygotowania fizycznego w hiszpańskim klubie.